# Sumatreonina distincta
Sumatreonina distincta är en mångfotingart som beskrevs av Sergei I. Golovatch 1995. Sumatreonina distincta ingår i släktet Sumatreonina och familjen orangeridubbelfotingar. Inga underarter finns listade i Catalogue of Life.